# Кененбаев, Кенесары Жаксылыкович
Кенесары Кененбаев — член национальной сборной Казахстана по плаванию на открытой воде, мастер спорта международного класса, 11-ти кратный чемпион Казахстана, член ЦС ФСО «Динамо» г.Алматы с 2016 года. 
Первый этнический казах проплывший 25-и километровую дистанцию на чемпионате мира по водным видам спорта в Будапеште 2017, участник трех чемпионатов мира по водным видам спорта FINA (Казань 2015, Будапешт 2017, Гвангжу 2019), участник Пляжных Азиатских игр 2016, участник летних Азиатских игр 2018 года, участник Всемирной летней универсиады 2017 года, участник Всемирных армейских игр 2019 года.

## Биография
Родился в семье военного, отец полковник. Земляк первого президента РК.
Назвали в честь последнего хана казахов Кенесары. Происходит из рода төре
Начал заниматься спортом в первом классе спортивной гимнастикой до 3 класса, в 4 классе перешёл на дзюдо, в 6 классе поступил в спортивный интернат в г. Алматы им. Каркен Ахметов на отделение дзюдо.
В 10 классе перевёлся на секцию плавания из за многочисленных травм.
В 2013 году окончил РСШИКОР в мкр. Шанырак.
И поступил в колледж им. Каркена Ахметова.
В 2016 году окончил с отличием, специальность тренер преподаватель по спорту.
В 2018 году окончил Казахскую Академию спорта и туризма с отличием специальность тренер-преподаватель по спорту.
В 2019 году окончил магистратуру Казахского национального университета им Аль-Фараби, специальность международные отношения.
Выпускник Евразийской Юридической Академии им. Д. Кунаева, по специальности магистр права.
Срочная служба в рядах Национальной Гвардии РК.